# مقاومت فلسطین در جنوب لبنان
مقاومت فلسطین در جنوب لبنان (عربی: المقاومة الفلسطينية في جنوب لبنان)، درگیری‌های مسلحانه ای است که از ۱۹۶۸ توسط مقاومت فلسطین در جنوب لبنان در برابر اسرائیل شروع شد و پس از آن به جنگ داخلی لبنان در ۱۹۷۵ توسعه یافت و تا زمان خروج سازمان آزادیبخش فلسطین از لبنان در سال ۱۹۸۲ ادامه داشت. پس از آن جبهه خلق و برخی گروه‌های فلسطینی فعالیت‌های نظامی را در سطح پایین در برابر اسرائیل از خاک لبنان ادامه دادند. پس از ۱۹۸۲، این درگیری تحولی بین درگیری‌های فلسطین و اسرائیل به وجود آورد و آن را به درگیری میان اسرائیل و حزب‌الله تبدیل کرد.

## آغاز مأموریت‌های نظامی سازمان آزادیبخش فلسطین
سازمان آزادیبخش فلسطین از ۱۹۶۸، شروع به حملات از لبنان به اسرائیل کرد و اسرائیل حملات تلافی جویانه علیه لبنان را برای تشویق مردم لبنان برای مقابله با فدائیان آغاز نمود. اسرائیل بعد از اینکه یک هواپیمای اسرائیلی توسط مردان مسلح فلسطینی مورد حمله قرار گرفت، در فرودگاه آتن بمباران فرودگاه بین‌المللی بیروت را برای انتقام‌گیری تخریب کرد.
شهروندان غیر مسلح قادر به اخراج ستیزه‌جویان خارجی نبودند، در حالی که ارتش لبنان از نظر نظامی و سیاسی بسیار ضعیف بود؛ و اردوگاه پناهندگان فلسطینی به کنترل فلسطینان پس از یک سری درگیری در ۱۹۶۸ و ۱۹۶۹ بین ارتش لبنان و نیروهای شبه نظامی فلسطینی درآمد. در سال ۱۹۶۹، توافقنامه قاهره حق پناهندگان را برای کار، تشکیل کمیته‌های خودمختار و مشارکت در مبارزه مسلحانه تضمین کرد. «جنبش مقاومت فلسطین مدیریت روزمره اردوگاه‌های پناهندگان را به عهده گرفت و امنیت، بهداشت، آموزش و خدمات اجتماعی را نیز تأمین نمود .»
در ۸ مه ۱۹۷۰، یک جناح سازمان آزادیبخش فلسطین به نام «جبهه دموکراتیک برای آزادی فلسطین» (PFLP) به اسرائیل آمد.

## اوج‌گیری شورش در دهه ۱۹۷۰
جناح‌های سازمان آزادیبخش فلسطین، اعضای جدید اردوگاه‌های پناهندگان فلسطینی با تضمین جابجایی از دفتر مرکزی خود به بیروت، بکار گرفتند. جنوب لبنان به دلیل تسلط جنبش فتح، متعلق به یاسر عرفات، «سرزمین فتح» نامگذاری شد. سازمان آزادیبخش فلسطین قادر به ایجاد یک دولت در داخل کشور بود. بیش از ۳۰۰٬۰۰۰ آواره فلسطینی در سال ۱۹۷۵ در لبنان زندگی می‌کردند. علاوه بر اینکه به عنوان پایگاهی برای حملات علیه اسرائیل و منافع اسرائیل در سراسر جهان مورد استفاده قرار می‌گرفت، در واکنش به عملیات مونیخ در سال ۱۹۷۲، اسرائیل عملیات «چشمهٔ جوانان» را اجرا کرد، همان‌طور که گفته شد. اعضای نیروهای ویژه اسرائیل در ۱۹۷۳ آوریل ۹ وارد یک قایق شده و به مقر سازمان آزادیبخش فلسطین در بیروت نفوذ کرده و شماری از رهبران آن را به قتل رساندند.
جبهه خلق برای آزادی فلسطین - فرماندهی کل که در سال ۱۹۷۴ از سازمان آزادیبخش فلسطین (PLO) جدا شد، عملیات منحصر به فرد خود را در آوریل سال جاری تکمیل کرد.

## جنگ داخلی لبنان (مرحله اول)
جنگ داخلی لبنان (۱۹۷۵–۱۹۹۰) را یک مبارزه پیچیده بود که جناح‌های مختلف با آن مواجه شده و اتحاد و تعادل بین مارونی‌ها و سنی‌ها، شیعیان، فلسطینی‌ها و گروه‌های دروزی و دیگر غیر مذهبی را برهم زد.
در ماه مه سال ۱۹۷۶، اسرائیل شبه نظامیان مارونی ازجمله نیروهای لبنانی به‌رهبری بشیر جمیل را با سلاح و تانک و مشاوران نظامی تقویت کرد.
در ژوئن ۱۹۷۶ برای حمایت از اکثریت دولت مارونی سوریه در جنگ داخلی درگیر شد. در ماه اکتبر ۴۰۰۰۰ نیروهای داخل لبنان مستقر شد. سال بعد، سوریه موضع خود را تغییر داد و شروع به حمایت از فلسطینی‌ها کرد.

## ضربه

### جنگ ۱۹۸۲
جنگ ۱۹۸۲ جنگ لبنان در تاریخ ۶ ژوئن ۱۹۸۲ آغاز شد، زمانی که اسرائیل به تلافی تلاشی برای ترور سفیر اسرائیل در لندن، شلومو آرژوف حمله کرد، که توسط ابو نیدال (گروه فته فشرده) هشدار داده شد. این حمله به پایگاه‌های نظامی فلسطین، اردوگاه‌های پناهندگان فلسطینی و سایر جنبش‌های نظامی فلسطین شامل ابو نیدال حمله کرد. بیش از ۱۷٬۰۰۰ لبنانی در طی این درگیری کشته شدند و ارتش اسرائیل محاصره بیروت را به عهده داشت. در طول جنگ، بین اسرائیل و سوریه هم جنگید. ایالات متحده به توافق کلیه طرفین در مورد آتش‌بس و شرایط خروج سازمان آزادیبخش فلسطین در ۱۲ اوت دست پیدا کرد و منازعه و اعتبار داده شده توسط محاصره یاسر عرفات، رئیس سازمان آزادی‌بخش فلسطین، گسترش یافت. نیروهای چند ملیتی با اکثریت مسلمانان در لبنان برای حفظ صلح و اطمینان از خروج سازمان آزادیبخش فلسطین وارد شدند. عرفات بیروت را در ۳۰ اوت ۱۹۸۲ ترک کرد و در تونس سکونت داشت.

### انتقال سازمان آزادیبخش فلسطین به تونس و درگیری در جنوب لبنان
تهاجم اسرائیل در سال ۱۹۸۲ منجر به ترک لبنان توسط سازمان آزادیبخش فلسطین و رفتن به تونس شد، اسرائیل از ایجاد منطقه امن در جنوب لبنان سود برد بنحوی که شاهد کم شدن حملات انتحاری در جلیل گردید، با وجود موفقیت اسرائیل در از بین بردن پایگاه‌های سازمان آزادیبخش فلسطین و خروج نسبی در سال ۱۹۸۵، حمله اسرائیل در واقع افزایش یافت و شدت درگیری با شبه نظامیان محلی لبنان منجر به وحدت چندین جنبش شیعه محلی در لبنان، از جمله حزب‌الله و جنبش امل گردید. در طول این سال‌ها، تلفات نظامی از هر دو طرف به‌طور پیوسته افزایش یافت، وهر دو طرف با استفاده از سلاح‌های مدرن تر، و پیشرفت در تاکتیک‌های خود وارد درگیری شدند.